# Miquel Solà i Navarro
Miquel Solà i Navarro (1979) és l'alcalde de Collbató. Pertany a Esquerra Republicana de Catalunya. És llicenciat en Ciències Polítiques i ha treballat al Departament d'Empresa i Ocupació de la Generalitat de Catalunya. Va ser escollit batlle de Collbató l'any 2015 gràcies a un pacte amb el Grup d'Independents de Collbató (GIC) i CDC. El 2019 va revalidar l'alcaldia.
El gener del 2018 les seves queixes per la presència de vehicles militars i de soldats armats al municipi van ser recollides en diversos mitjans de comunicació. El ple municipal del municipi va aprovar el 2015 una moció contrària al desplegament de militars a la població.
El març del 2019 la fiscalia es va querellar contra ell i contra l'exalcalde de Molins de Rei, Joan Ramon Casals, per un delicte de desobediència pel referèndum de l'1 d'octubre, al mateix temps que arxivava altres querelles similars contra altres alcaldes. La fiscalia argumentava que Solà va signar un decret de suport a l'1-O després de l'advertència del Tribunal Constitucional. Va manifestar la seva confiança en que s'arxivés. Al maig del 2019 un jutge de Martorell va admetre a tràmit la denúncia i va iniciar una investigació.